# Organisatorischer Leiter Rettungsdienst
Ein Organisatorischer Leiter (Rettungsdienst) („OrgL“, „OrgL RD“ oder „OLRD“ abgekürzt) ist in Deutschland eine Führungskraft bei Großschadenslagen und im Katastrophenschutz für den Bereich Rettungsdienst und Sanitätsdienst. Er übernimmt die organisatorisch-taktische Einsatzleitung für alle Sanitätskräfte, z. B. die Koordination materieller und personeller Ressourcen des Sanitäts- und Rettungsdienstes. Hierzu arbeitet er mit den anderen Mitgliedern der Sanitätseinsatzleitung zusammen. Organisatorische Leiter sind bei den Hilfsorganisationen meist erfahrene Notfallsanitäter und Rettungsassistenten mit einer Zusatzausbildung und mit Zug- oder Verbandsführern zu vergleichen. In Österreich heißt eine vergleichbare Funktion Einsatzleiter des Rettungsdienstes.

## Aufgaben
Die Aufgaben des Organisatorischen Leiter Rettungsdienst liegen im organisatorisch-taktischen Bereich und umfassen:
- Feststellung und taktische Beurteilung der Schadenslage aus medizinisch-organisatorischer Sicht (Art des Schadens, Art der Verletzungen/Erkrankungen, Anzahl Betroffener, Intensität/Ausmaß der Schädigung, Zusatzgefährdungen, Schadensentwicklung, vorhandene Kräfte und Einheiten, medizinische Ausrüstung und Gerät, Transportkapazität),
- Einrichtung der Kommunikationsverbindungen zwischen Einsatzstelle, Örtliche Einsatzleitung und Leitstelle,
- Beurteilung, Standortfestlegung und Einrichtung der Behandlungsräume – meist strukturierte Patientenablagen, seltener Behandlungsplätzen (bei Mangel an Klinik- oder Transport-Ressourcen),
- Organisation der Bereitstellungsräume,
- Leitung des Einsatzes der Sanitätskräfte, Zusammenarbeit mit unterschiedlichen Organisationen,
- Koordinierung des Transports von Verletzten/Erkrankten (Transportmanagement),
- Verbindung zur Leitstelle (Lagemeldungen und Nachforderungen) und zur Technischen/Örtlichen Einsatzleitung.

Für die Bewältigung dieser Aufgaben sind gute Kenntnis der regionalen Rettungsdienststrukturen, eine einsatztaktische Ausbildung, Einsatzerfahrung und Führungskompetenz notwendig. Der Organisatorischer Leiter Rettungsdienst arbeitet hierzu eng mit dem Leitenden Notarzt und der Einsatzleitung der Feuerwehr bzw. der Technischen und/oder Örtlichen Einsatzleitung zusammen.

## Normierung
Bezeichnung, Kompetenzen und Ausbildung unterliegen der Kompetenz der Länder und sind nicht einheitlich geregelt. Allgemein sind die Träger des Rettungsdienstes, die Kreise und kreisfreien Städte (in Bayern Zweckverbände) in der Verantwortung, diese Führungsdienste zu bestellen, auszustatten und zu alarmieren.
Das Deutsche Institut für Normung (Normenausschuss Rettungsdienst und Krankenhaus NARK und der Normenausschuss Feuerwehrwesen (FNFW)) definiert den Begriff in der DIN 13050 „Rettungswesen, Begriffe“ (Entwurf vom April 2000):
3.27 Organisatorischer Leiter Rettungsdienst (OrgL)
Eine im Rettungsdienst erfahrene Person, die den Leitenden Notarzt beim Einsatz unterstützt und organisationstechnische Führungs- und Koordinationsaufgaben übernimmt. Sie verfügt über die entsprechende Qualifikation mit dem Schwerpunkt der Führung. Sie wird von der zuständigen öffentlichen Stelle berufen.